# Ніч генералів (фільм, 1967)
Ніч генералів (англ. The Night of the Generals) — військова детективна драма, з елементами трилера, режисера Анатоля Літвака за однойменним романом Ганса Гельмута Кірста, який став бестселером у Великій Британії та США, за підсумками продажів 1963—1964 років. У головних ролях зірки європейського кіно 60-х років.

## Опис
У фільмі паралельно йдуть дві сюжетні лінії — дія відбувається у Варшаві, Парижі, Берліні між 1942 та 1962 роком.
В окупованій нацистами Варшаві у 1942 році відбувається жорстоке вбивство повії, колишньої таємної німецької агентки.  Розслідування злочину довіряють майору Абверу Ґрау (Омар Шаріф) Її розслідування виходить на трьох німецьких генералів: генерал фон Зейдлиц-Габлер (Чарльз Грей), його начальник штабу генерал Каленберґ (Дональд Плезенс) та генерал Танц (Пітер О'Тул), але розслідування Ґрау обривається — з ініціативи начальства його переводять в Париж.
Через багато років після війни на вбивство повії у Гамбурзі, в 1965 році, звертає увагу Інтерполу. Інспектор Моран (Філіп Нуаре), який у боргу перед Ґрау за приховування його зв'язку з Опором під час війни, приходить до висновку, що майже напевно там є зв'язок з вбивством 20-річної давності. Моран починає розслідувати відразу обидві справи. Дія фільму переміщається у 40-ві роки.
Справа у Варшаві залишається закритою, поки всі три офіцера не зустрілися в Парижі у липні 1944 року. Париж в той час був осередок інтриг, керівний склад офіцерів вермахту об'єднаються у змові з метою вбивства Гітлера. Каленберґ глибоко залучений в змову , в той час як фон Зейдлиц-Габлер обізнаний про підготовку замаху, але знаходиться в стороні від процесу, чекаючи результату. Танц не знає про змову і залишається повністю лояльним до фюреру. У ніч на 19 липня 1944 року, Танца викликає свого водія, Курта Гартмана (Том Кортні) для покупки повії на ніч. Танц жорстоко вбиває її таким чином, щоб залучити Гартмана, але пропонує водієві змову, яку той приймає. Тепер вже підполковник Ґрау зводить воєдино варшавське і паризьке вбивства. Розслідування виводить Ґрау на Танца. Однак це трапляється занадто пізно, тому що вже на наступний день відбувається замах на Гітлера. Тому, коли Ґрау звинувачує Танца, генерал вбиває Ґрау і видає його як учасника антигітлерівської змови, щоб замести сліди.
Роки по тому, Моран намагається зв'язати кінці з кінцями: він не знаходить доказів проти Каленберґа або Зейдлиц-Габлер, але знаходить одну людину, який знав, хто є справжнім вбивцею. Моран виступає з обвинуваченням генерала на званому вечорі для колишніх членів танкової дивізії Танца. Коли Моран приводить Гартмана як свідка, зблідлий Танц йде у сусідню кімнату і стріляється.

## У ролях
| Актор             | Роль                        |
| ----------------- | --------------------------- |
| Пітер О'Тул       | генерал Танц                |
| Омар Шариф        | Ґрау                        |
| Філіп Нуаре       | инспектор Моран             |
| Том Кортні        | капрал Гартман              |
| Дональд Плезенс   | генерал Каленберґ           |
| Чарльз Ґрей       | генерал фон Зейдліц-Ґаблер  |
| Джоанна Петтет    | Ульріка фон Зейдліц-Ґаблер  |
| Крістофер Пламмер | фельдмаршал Роммель         |
| Саша Пітоєфф      | доктор                      |
| Жерар Бур         | фон Штауффенберґ            |
| Гаррі Ендрюс      | генерал фон Штюльпнаґель    |
| Корал Браун       | Елеонора фон Зейдліц-Ґаблер |
| Патрік Аллен      | полковник Мангейм           |
| Ґордон Джексон    | капітан Готфрід Енґель      |
| Жульєт Греко      | Жульєт                      |
| Ніколь Курсель    | Раймонда                    |
| Вероніка Венделл  | Моніка                      |
| П'єр Монді        | Копатскі                    |

## Цікаві факти про фільм
- Фільм «Ніч генералів» — одна з останніх режисерських робіт Анатоля Літвака, який за довгі роки кінокар'єри встиг попрацювати як у СРСР, так і в Європі та Голлівуді. Фільм «Ніч генералів» замислювався творцями, як фільм-реквієм, розповідь про Другу світову війну.
- На TV-каналах Франції та Англії фільм «Ніч генералів» незмінно демонструється з анонсом «Класика кіно».
- Англійська співачка Маріанна Фейтфул проходила проби на роль Ульріки.
- Персонаж генерала Танца має прототип — наймолодшого генерала у Вермахті Йоахима Пайпера, який був протеже Генріха Гіммлера і отримав генеральський чин у 29-річному віці. Після війни Пайпер був заарештований і засуджений до смертної кари, але американці замінили її на довічне ув'язнення. Він провів за ґратами 11 років, після чого жив у Франції. Пайпер був убитий французькими комуністами у себе вдома в 1976 році.
- Навіть не встигнувши вийти в прокат, кінострічка «Ніч генералів» піддалася серйозній цензурі за сексуальні натяки, які продюсерам (при монтажі) довелося «закамуфлювати» тінями і силуетами.
- Продюсер фільму «Ніч генералів» — Сем Шпіґель відкрито визнавав у інтерв'ю, що він взявся за цей проект не стільки з «любові до мистецтва», скільки з почуття особистої ненависті до нацизму, оскільки він сам зазнав репресій з боку нацистів.
- Слоган фільму: «Унікальне полювання в столицях Європи... 20 років тому і сьогодні».
- У фільмі смерть Роммеля була викликана через те, що авіаційна бомба поцілила в його автівку, коли він повернувся у Берлін. Насправді, він покінчив життя самогубством.

## Премії та нагороди
- Пітер О'Тул — премія «Давид ді Донателло» найкращому іноземному актору.